# 동해 해군기지
동해 해군기지(東海海軍基地)는 대한민국 해군의 제1함대가 주둔하고 있는 해군기지이다.